# Linia kolejowa nr 447
Linia kolejowa nr 447 – zelektryfikowana, jedno- i dwutorowa, pierwszorzędna linia kolejowa znaczenia państwowego łącząca stację Warszawa Zachodnia ze stacją Grodzisk Mazowiecki.
Linia jest częścią szlaku historycznej kolei warszawsko-wiedeńskiej.

## Przebieg
Linia rozpoczyna się na rozjeździe nr 201 na stacji Warszawa Zachodnia. Za tym rozjazdem linia przechodzi przez perony 2 i 3, a później od niej odchodzi linia kolejowa Warszawa Zachodnia – Warszawa Ochota Postojowa, prowadząca do Sekcji Napraw i Eksploatacji Taboru Kolei Mazowieckich „Warszawa Ochota”. Następnie, równolegle do linii nr 445, przejeżdża nad Aleją Prymasa Tysiąclecia, a dalej przechodzi pod torem nieparzystym sąsiadującej linii kolejowej. Linia przebiega pod linią kolejową Warszawa Zachodnia – Kraków Główny, a potem nad torem przechodzi linia Warszawa Zachodnia – Kunowice. Odtąd linia biegnie równolegle do linii kolejowej Warszawa Zachodnia – Katowice, a między jej torami znajduje się linia kolejowa nr 3.
Na wysokości podg Warszawa Włochy odchodzi linia kolejowa Warszawa Włochy – Warszawa Włochy T3Ł, która wraz z linią kolejową nr 3 przechodzi nad „Wiedenką” i prowadzi w stronę Błonia. Linia przejeżdża przez przystanki Warszawa Ursus i Warszawa Ursus-Niedźwiadek, by dalej przejść pod Południową Obwodnicą Warszawy. Następnie biegnie przez Piastów i Pruszków, gdzie odgałęzia się linia kolejowa Pruszków – Komorów, znajdująca się pod zarządem Warszawskiej Kolei Dojazdowej. Niedaleko Pruszkowa został wybudowany nowy przystanek kolejowy – Parzniew – uruchomiony w 2018 r.. Dalej linia przebiega przez Brwinów, Milanówek i Grodzisk Mazowiecki, gdzie kończy swój bieg na rozjeździe nr 64.
Linia podzielona jest na 3 odcinki:
- A: Warszawa Zachodnia – Warszawa Zachodnia (od 2,384 do 3,082)
- B: Warszawa Zachodnia – Warszawa Włochy podg (od 3,082 do 6,804)
- C: Warszawa Włochy podg. – Grodzisk Mazowiecki (od 6,084 do 31,196)

## Historia i eksploatacja linii
Linię kolejową otwarto w 1845 roku. 15 grudnia 1936 roku zelektryfikowano odcinek Warszawa Zachodnia – Pruszków, a 22 maja 1937 roku ukończono elektryfikację odcinka Pruszków – Grodzisk Mazowiecki, co uczyniło linię kolejową nr 447 w pełni zelektryfikowaną. Linia jest obsługiwana przez pociągi podmiejskie Kolei Mazowieckich w relacji Warszawa Wschodnia – Skierniewice oraz pociągi aglomeracyjne Szybkiej Kolej Miejskiej na linii S1 Otwock – Pruszków.
Od 15 grudnia 2019 r. na stacji Grodzisk Mazowiecki zatrzymują się także niektóre pociągi dalekobieżne PKP Intercity jadące do Wrocławia, Krakowa, Katowic, Łodzi i Warszawy.

## Charakterystyka techniczna
Linia w całości jest klasy D3, a maksymalny nacisk osi wynosi 221 kN dla lokomotyw oraz wagonów. Sieć trakcyjna jest przystosowana, w zależności od odcinka, do maksymalnej prędkości od 110 km/h do 200 km/h, obciążalność prądowa wynosi od 1010 A do 2500 A, a minimalna odległość między odbierakami prądu wynosi 20 m. Linia wyposażona jest w elektromagnesy samoczynnego hamowania pociągów.
Linia dostosowana jest w zależności od odcinka do prędkości od 60 km/h do 120 km/h, a jej prędkość konstrukcyjna wynosi 120 km/h. Obowiązują następujące prędkości maksymalne dla pociągów:
| kilometraż | kilometraż | pociągi pasażerskie                             | autobusy szynowe i EZT                          | pociągi towarowe                                |
| od         | do         | Tor nieparzysty (kierunek: Grodzisk Mazowiecki) | Tor nieparzysty (kierunek: Grodzisk Mazowiecki) | Tor nieparzysty (kierunek: Grodzisk Mazowiecki) |
| 2,396      | 5,200      | 60                                              | 60                                              | 60                                              |
| 5,200      | 6,500      | 80                                              | 80                                              | 60                                              |
| 6,500      | 6,833      | 100                                             | 100                                             | 90                                              |
| 6,833      | 30,887     | 120                                             | 120                                             | 90                                              |
| od         | do         | Tor parzysty (kierunek: Warszawa Zachodnia)     | Tor parzysty (kierunek: Warszawa Zachodnia)     | Tor parzysty (kierunek: Warszawa Zachodnia)     |
| 2,396      | 5,200      | 60                                              | 60                                              | 60                                              |
| 5,200      | 6,500      | 80                                              | 80                                              | 60                                              |
| 6,500      | 7,625      | 120                                             | 120                                             | 90                                              |
| 7,625      | 7,960      | 90                                              | 90                                              | 90                                              |
| 7,960      | 31,196     | 120                                             | 120                                             | 90                                              |

## Modernizacja
W listopadzie 2015 roku PKP PLK ogłosiły przetarg na modernizację linii 447 na odcinku Warszawa Włochy – Grodzisk Mazowiecki. W ramach modernizacji, która miała usprawnić ruch aglomeracyjny w Warszawie, zostały przebudowane przystanki i stacje na linii oraz powstał nowy przystanek w Parzniewie. Po zakończeniu prac prędkość pociągów pasażerskich wzrosła z 60–80 km/h do 120 km/h. 3 kwietnia 2017 PKP PLK podpisały z konsorcjum firm Intercor oraz Mosty Łódź umowę na wykonanie tej inwestycji. Inwestycję przeprowadzono w latach 2016–2019.